# École normale supérieure José Abelardo Núñez
L'École normale supérieure José Abelardo Núñez (en espagnol : Escuela Normal Superior José Abelardo Núñez), fondée en 1842 sous le nom d'École de précepteurs de Santiago (Escuela de Preceptores de Santiago), est la première institution de formation des enseignants pour l'éducation primaire au Chili et en Amérique latine (Educación General Básica (es)).
Son premier directeur est l'écrivain et homme politique argentin Domingo Faustino Sarmiento. Après un siècle de formation d'enseignants du primaire, elle ferme définitivement ses portes en 1974, sous la dictature militaire d'Augusto Pinochet.

## Histoire
Les premières attestations de l'idée d'instituer une école de précepteurs remontent à la présidence de José Joaquín Prieto, qui obtient du Congrès national chilien l'approbation d'un fonds destiné au développement d'écoles primaires publiques et à la fondation d'une « École normale ». Les vicissitudes politiques et le départ du promoteur du projet empêchent cependant l'institution de formation des enseignants de voir le jour.
Le 18 janvier 1842, Manuel Bulnes, successeur de Prieto à la tête de la république du Chili, promulgue par décret la création de l'« École normale de précepteurs », la première du genre en Amérique hispanique, deux ans seulement après celle du Massachusetts aux États-Unis. Cette décision répond à une aspiration de nombreux intellectuels et politiques chiliens, inquiets de la décadence éducative qu'il perçoivent dans le pays. Manuel Montt, alors ministre de l'Instruction publique, peut être considéré comme le père de cette réalisation, par sa position à la convergence des idées qui sous-tendent un projet d'une telle envergure.
Le décret, signé par Montt, est rédigé par Domingo Faustino Sarmiento, jeune auteur argentin en exil au Chili pour se mettre à l'abri de la dictature de Juan Manuel de Rosas. Selon lui, l'institution doit être un « établissement central dans lequel les précepteurs se forment, les méthodes soient étudiées et apprises, et les réformes nécessaires pour l'amélioration de l'enseignement soient appliquées ».
L'École normale est inaugurée solennellement le 14 juin 1842 à Santiago, où le premier cours, auquel assistent 28 élèves, a lieu dans un bâtiment situé sur la Plaza de Armas. Sarmiento en est le premier directeur.
Au cours des premières années, l'École est en proie à un véritable chaos du fait d'un manque de préparation pédagogique de la part du personnel enseignant. Sarmiento, incapable de mener à bien la multitude de tâches qu'il réalise quasi-simultanément (en plus de ses activités à l'École, il collabore à la rédaction du journal El Progreso et donne des cours au lycée de Santiago), fait face à de sérieux problèmes avec ses élèves. Ceux-ci se rebellent souvent, ce qui entraîne rapidement l'expulsion de 17 des 28 élèves fondateurs. Montt, comprenant que l'aspect vocationnel n'est pas suffisant pour exercer en tant que véritable professeur, finit par envoyer Sarmiento en Europe et aux États-Unis avec pour mission d'examiner les méthodes d'enseignement qui y ont cours dans les écoles normales.
Par un décret du 13 novembre 1845, l'École normale est transformée en internat et déplacée à proximité de la Quinta Normal de Agricultura, aujourd'hui devenu le parc Quinta Normal. Selon Antonio Varas, successeur de Montt au ministère de l'Instruction publique et initiateur de ce changement, « les écoles seront toujours à l'image des précepteurs », d'où le déplacement de l'établissement permettant selon lui d'inculquer aux enseignants des connaissances pratiques en agriculture et dans divers métiers tout en évitant l'éventuelle démoralisation engendrée par le « contact avec le monde urbain » — la Quinta se situe alors en milieu rural.
Au milieu du XIXe siècle, une annexe de l'École est créée pour l'enseignement aux sourds-muets. La principale avancée a cependant lieu le 26 août 1853 avec l'ouverture de l'École normale de préceptrices, qui ouvre l'enseignement aux femmes et plus seulement aux hommes. De nombreuses réticences se font entendre dans les milieux conservateurs, mais la contestation s'éteint lorsque Montt, devenu chef du gouvernement, annonce que l'institution sera dirigée par les religieuses du Sacré-Cœur de Jésus.
En mars 1974, le décret DL 353 entérine la fermeture définitive des écoles normales. Depuis 1981, l'ancien bâtiment de l'École est occupé par le musée de l'éducation Gabriela-Mistral (es).

## Conditions d'admission
Les candidats à l'admission doivent réunir certaines conditions minimales pour intégrer l'École :
- savoir lire et écrire ;
- avoir au moins 18 ans ;
- avoir des antécédents personnels irréprochables.

## Programmes d'études
Selon les termes de l'article 2 de la loi officialisant la création de l'École :
« Se enseñarán los ramos siguientes: leer y escribir con perfección y un conocimiento completo de los métodos de enseñanza mutua y simultánea; dogma y moral religiosa; aritmética comercial; gramática y ortografía castellana; geografía descriptiva; dibujo lineal; nociones generales de historia y particulares de la de Chile. »
« Seront au programme les matières suivantes : lecture et écriture à la perfection, et connaissance complète des méthodes d'enseignement mutuel et simultané ; dogme et morale religieuse ; arithmétique commerciale ; grammaire et orthographe de l'espagnol ; géographie descriptive ; dessin linéaire ; notions générales d'histoire et connaissance particulière de celle du Chili. »
En 1851, ce programme s'enrichit avec l'ajout du dessin naturel, de la musique vocale, de l’inoculation de vaccins, de notions générales d'agriculture et de la rédaction de courriers et de documents de comptabilité.
La Ley Orgánica de Enseñanza Primaria (« loi organique d'enseignement primaire ») du 24 novembre 1860, quant à elle, établit la liste des matières que toutes les écoles normales masculines doivent partager comme suit : géométrie, physique, chimie, histoire sainte, histoire du continent américain, histoire du Chili, dogme fondamental de la foi, musique vocale, éléments d'agriculture, vaccination et pédagogie technique et pratique. De leur côté, les écoles normales féminines doivent mettre l'accent sur la cosmographie, la physique, l'histoire sainte, l'histoire du continent américain, celle du Chili, le dogme moral et religieux, la musique vocale, l'horticulture, le dessin naturel et la pédagogie technique et pratique.
La loi établit par ailleurs clairement la nécessité d'avoir décroché le titre de normalien (ou, à défaut, de justifier d'une compétence accréditée conformément à la législation en vigueur) pour intégrer l'enseignement des écoles.

## Développement postérieur des écoles normales au Chili
Au fil des gouvernements successifs, de nouvelles écoles normales sont créées à Chillán (1871), La Serena (1874), Valdivia (1896), Copiapó (1905), Curicó (1906), Talca (1906), Victoria (1906), Angol (1908), Ancud (1930), Antofagasta (1945) et Iquique (1963). Elles disposaient toutes d'un internat pour les élèves originaires d'autres villes, et le reste des effectifs, soumis au régime de la demi-pension, restaient toute la journée au sein de leur établissement.
Dans les années 1960, la formation à l'enseignement pour l'éducation primaire cesse d'être l'apanage des écoles normales, et commence également à être dispensée dans les collèges régionaux des universités. La dictature de Pinochet les supprime finalement en 1974.

### Citations originales
1. ↑  (es) « establecimiento central en que se formen los preceptores, se estudien y aprendan los métodos y se preparen y se practiquen las reformas necesarias para la mejora de la enseñanza »
2. ↑  (es) « las escuelas serán siempre lo que sean los preceptores »
3. ↑  (es) « contacto con el mundo urbano »